# 公民起動
公民起動（英語：Civic Act-Up）是香港的政治組織，由香港立法會議員何秀蘭成立兼為召集人，曾主要活躍於灣仔區。現任召集人何秀蘭因罪成入獄後，該組織已不再活躍。

## 背景
公民起動始於2003年七一大遊行後成立，成員並於2003年香港區議會選舉灣仔區中獲得一定程度的成功，五位候選人均為空降選區的新面孔，當中有三位成功當選，當選人分別是渣甸山選區的陳耀輝、軒尼詩選區的鄭其建（現已退出）及修頓選區的金佩瑋。另外兩名候選人（愛群選區的何穎賢及跑馬地選區的前社民連副主席李偉儀）雖然落選，卻依然與對手的票數相當接近。他們均以挑戰者身份擊敗駐紮相應選區多時的親政府派對手，這被歸因於泛民主派勢力「七一效應」的成功。
然而在2007年區議會選舉中，只餘下離開了公民起動的鄭其建繼續以獨立人士身分競選連任，包括召集人何秀蘭在內的其餘成員（包括自由黨前黨員黃英琦）均已放棄連任。而新一屆出選的成員只有2名，分別為修頓選區（B10）的魏基樂和大佛口選區（B11）的陳小萍，結果全部落選（鄭其建成功連任）。
在何秀蘭加入工黨後，她轉而以工黨名義參選立法會並成功當選。不過，何秀蘭仍然帶領不少人以公民起動名義出席不同活動，例如拜會臺灣的非政府組織公民監督國會聯盟等。

## 立法會議員
2008年，何秀蘭成功重返立法會。

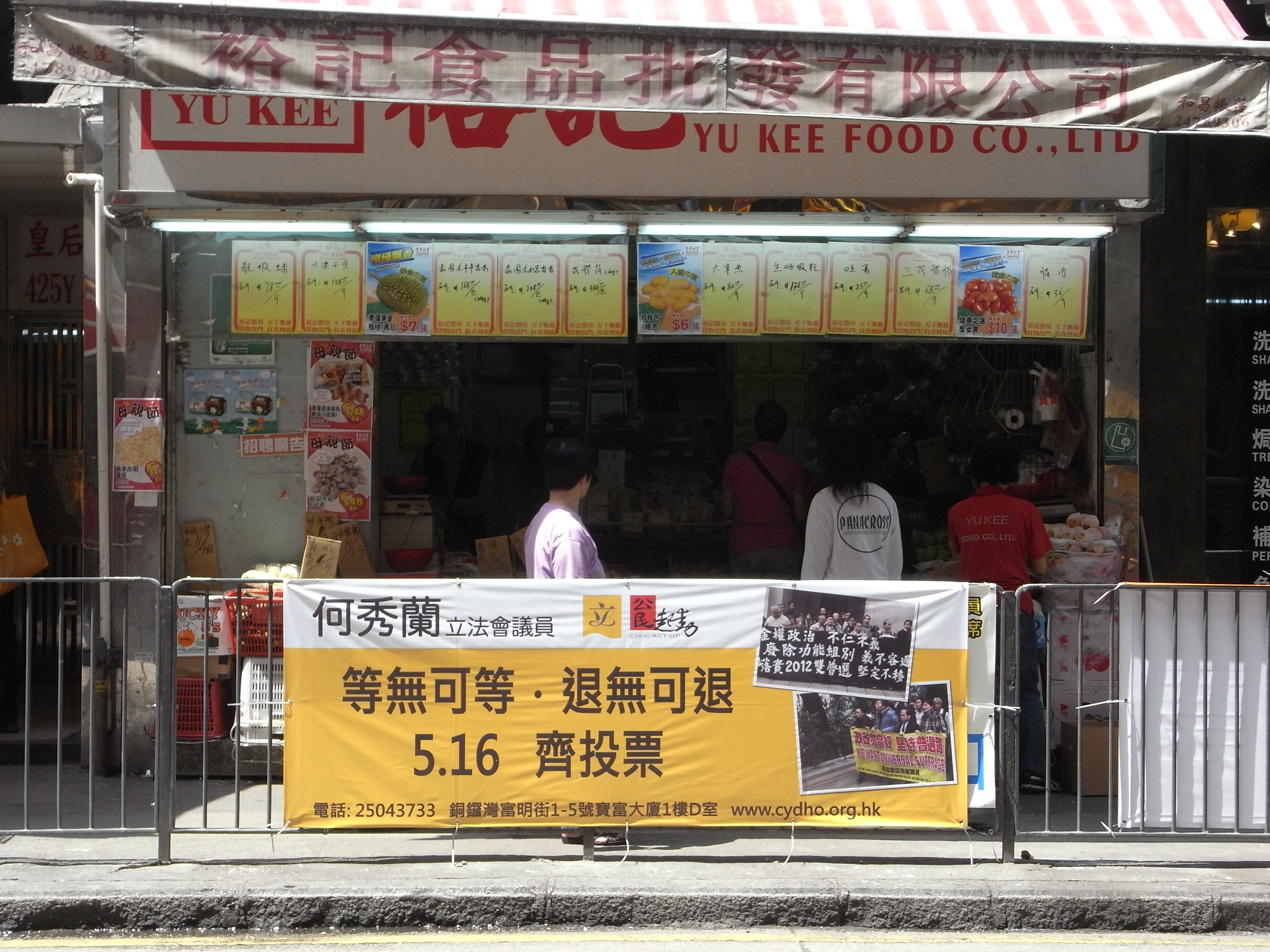
公民起動橫額

在2008年何秀蘭的宣傳橫額仍有顯示公民起動的標誌，但於2012年立法會選舉中，何秀蘭在政治聯繫一欄則未有填寫公民起動，改為填寫工黨。